# ديانا فيتيرانوروم
ديانا فيتيرانوروم (بالإنجليزية: Diana Veteranorum)‏ هو موقع أثري روماني موجود على تراب بلدية زانة البيضاء بولاية باتنة في الجزائر واسمه الروماني ديانا فيتيرانوروم نسبة للملكة ديانا التي كانت تحكم تلك الفترة، تقع بين مدينة عين جاسر ومدينة باتنة، هذا الموقع الأثري موجود من ضمن أطلال مدينة ديانا فيتيرانوروم في نوميديا تم العثور على الموقع الهام هناك ونشرت في عام 1956.

## المراجع

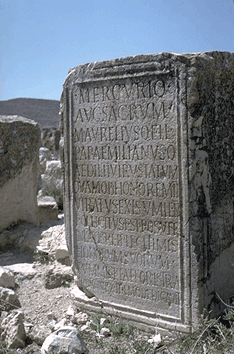
نقش روماني من العصر الروماني في زانا

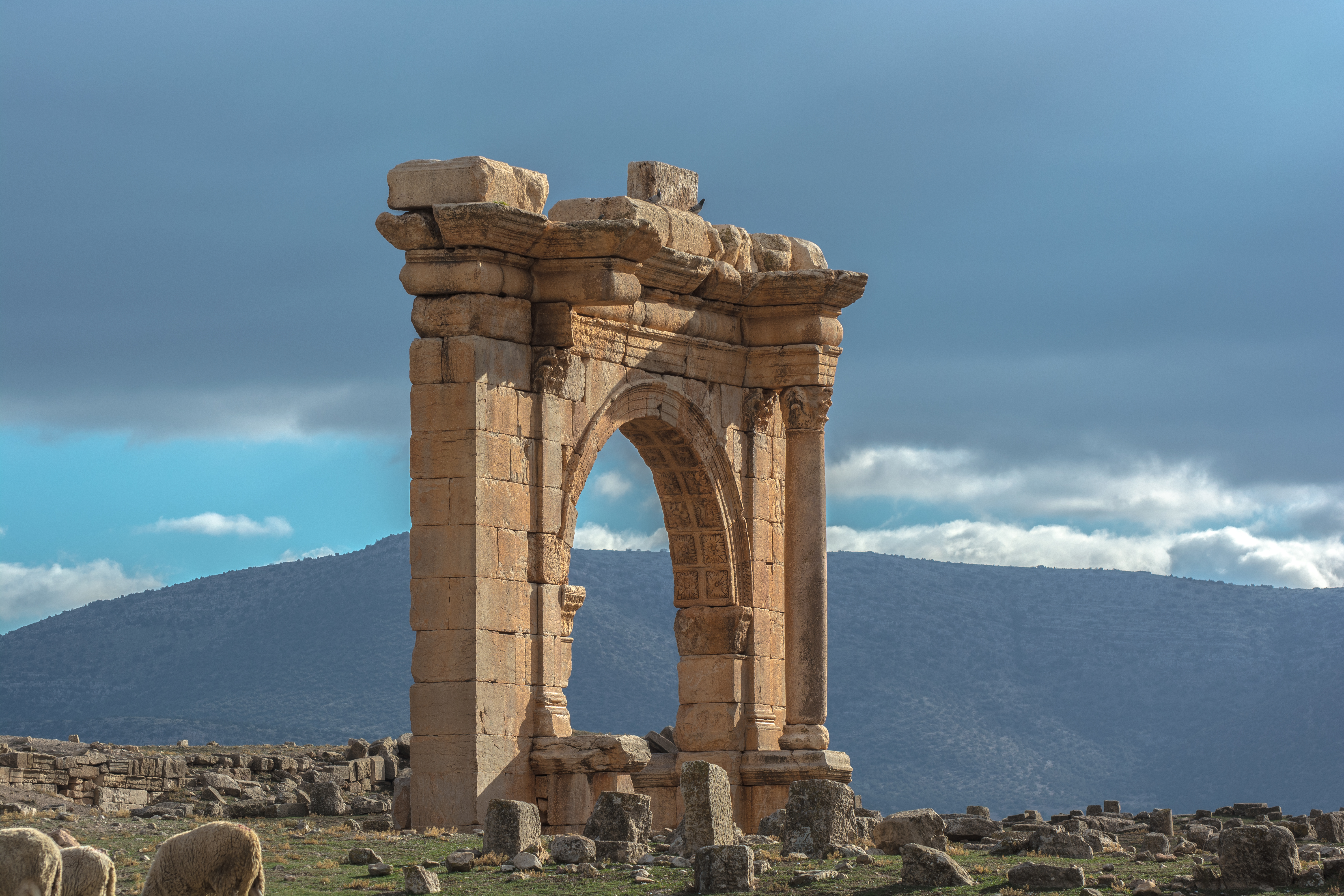
قوس ديانا فيتيرانوروم